# Lois de succession au trône de Grèce
Les lois de succession à la couronne de Grèce sont un ensemble de règles définies par des traités internationaux puis par les constitutions helléniques tout au long du XIXe et du XXe siècle. Ces lois définissent, à l'époque monarchique, les conditions à respecter pour pouvoir succéder aux deux souverains élus à la tête de la Grèce en 1832 et en 1863, à savoir Othon Ier et Georges Ier.
Ces règles mettent progressivement en place une monarchie héréditaire où les descendants mâles des souverains ont la préséance sur les femmes et où les aînés ont priorité sur les cadets (1832-1833). Dans un premier temps, les lois de succession établissent ainsi que les princesses grecques ne peuvent accéder à la couronne qu'en cas d'extinction totale des membres masculins de la dynastie au pouvoir. Après 1952 toutefois, la succession quasi salique est réinterprétée dans un sens moins restrictif, ce qui donne la possibilité aux filles du monarque de monter sur le trône si elles n'ont pas de frère. À partir de 1844, les différents textes faisant référence à la succession royale établissent, par ailleurs, que le souverain grec et ses descendants doivent impérativement professer la religion orthodoxe.
La Grèce ne connaît pas le mariage morganatique et les membres de la dynastie au pouvoir ne sont pas tenus d'épouser des personnes de rang similaire au leur, l'autorisation du monarque et de l'archevêque-primat suffisant à rendre légal le mariage des héritiers. Malgré tout, les mariages inégaux ont longtemps été réprouvés dans le pays et plusieurs princes ont dû renoncer à leurs droits successoraux pour pouvoir épouser des roturières.

## Construction et évolution des règles successorales

### La mise en place d'une monarchie nationale d'origine étrangère
Dès la proclamation de l'indépendance grecque, une partie des insurgés hellènes se positionne en faveur de la mise en place d'un régime monarchique. L'ébauche de constitution proposée par l'Assemblée de la Grèce continentale orientale, le 15 novembre 1821, prévoit ainsi la reconnaissance d'un « souverain que l'Europe chrétienne enverra à la Grèce, en réponse à la demande de celle-ci, et qui sera reconnu par la Grèce […] à condition qu'il acceptât de se soumettre aux lois nationales ».
Une dizaine d'années plus tard, en 1832, la Cinquième Assemblée nationale grecque va dans le même sens lorsqu'elle rédige une constitution qui pose les bases d'un régime « princier, héréditaire et constitutionnel ». Malgré les protestations des représentants des « puissances protectrices », qui craignent que la rédaction de cette loi fondamentale effraie le futur candidat au trône, les députés hellènes stipulent que leur roi doit professer la religion orthodoxe et atteindre la majorité à l'âge de 24 ans.
Cependant, cette constitution reste lettre morte et c'est un catholique qui est finalement appelé sur le trône.

### Les règles de succession sous la dynastie des Wittelsbach

#### Le traité de Londres de 1832 instaure une monarchie héréditaire avec Othon de Bavière

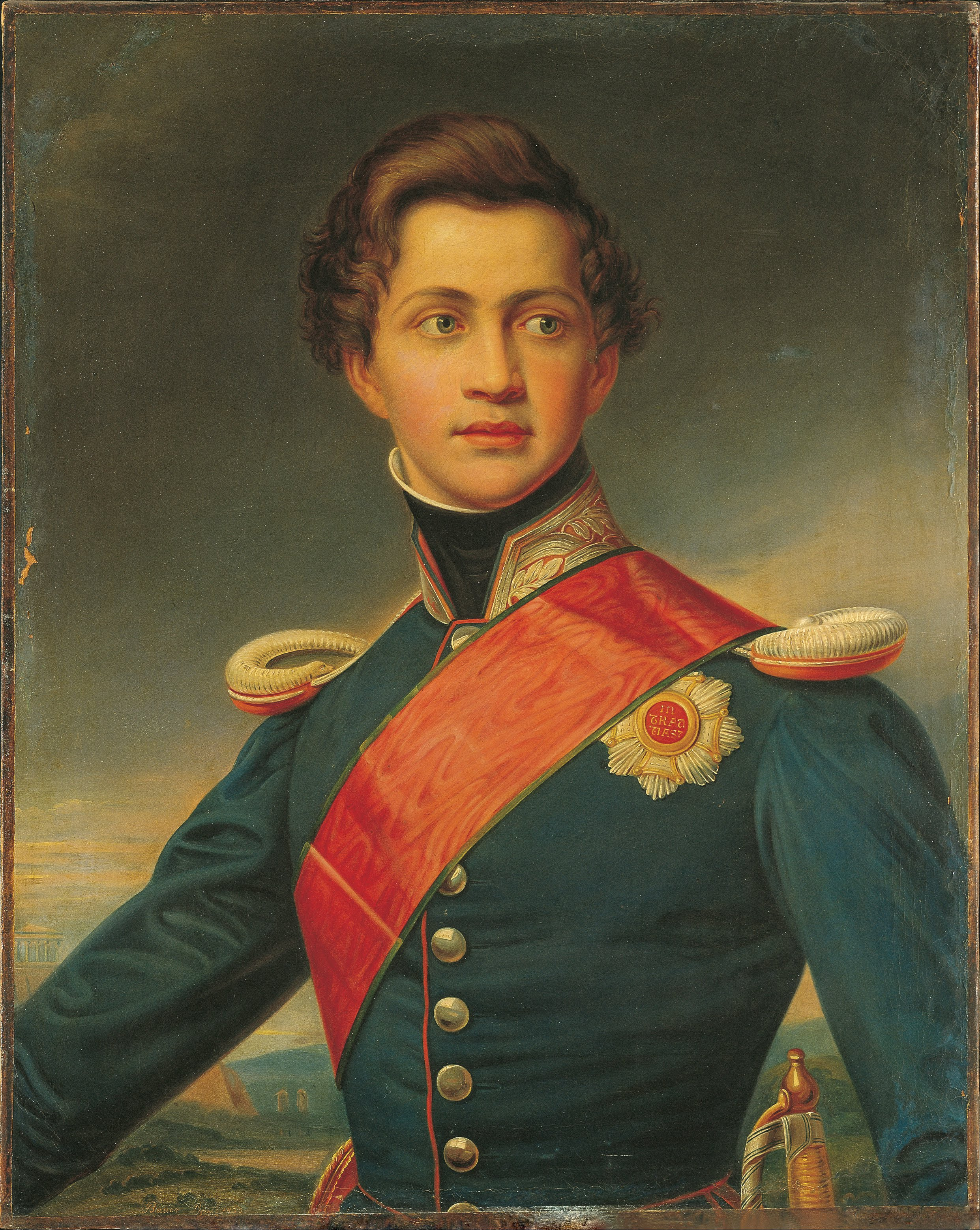
Le roi Othon Ier par Joseph Stieler (v. 1835).

Par le protocole du 26 avril 1832 et le traité de Londres du 7 mai 1832, les « puissances protectrices de la Grèce » (Royaume-Uni, France et Russie) proclament officiellement l'élévation de l'ancienne province ottomane au rang de royaume. Le traité reconnaît par ailleurs la nomination du prince Othon de Bavière à la tête du pays et lui confère le titre de « roi de Grèce » (art. 3),.
La couronne est alors déclarée « héréditaire par ordre de primogéniture dans la descendance légitime du roi Othon, ou à défaut, dans celle de son frère Luitpold, ou à défaut, dans celle de son frère Adalbert ». Le traité précise cependant que « dans aucun cas les couronnes de Bavière et de Grèce ne seront réunies sur une même tête » (art. 8),.
Une régence est par ailleurs prévue en attendant la majorité d'Othon, fixée à ses vingt ans, le 1er juin 1835 (art. 9 et 10),.

#### L'article additionnel de 1833 instaure une succession quasi salique
Un article d'explicitation signé à Londres le 30 avril 1833 précise les règles de succession du nouveau royaume de Grèce. Il réaffirme que la succession au trône doit se faire de mâle en mâle, par ordre de primogéniture, dans la descendance légitime d'Othon Ier ou de ses frères Luitpold et Adalbert.
L'article précise par ailleurs que les femmes ne peuvent monter sur le trône hellène qu'en cas d'extinction totale des héritiers mâles appartenant aux trois branches susnommées. Dans ce cas, et dans ce cas seulement, la couronne reviendrait à la princesse (ou aux héritiers de la princesse) la plus proche du dernier souverain mâle. Par la suite, la couronne échoirait aux héritiers mâles de cette princesse et les règles de succession reprendraient comme sous la dynastie des Wittelsbach.
Finalement, l'article réaffirme l'impossibilité de réunir la couronne de Grèce et celle d'un autre pays.

#### La constitution grecque de 1844 affirme l'orthodoxie de la famille royale

Drapeau de l'Église de Grèce.

En 1843, un coup d'État met un terme à l'absolutisme du roi Othon Ier. Un an plus tard, une constitution est mise en place par les députés grecs. Ses articles 37 et 38 réaffirment les règles de transmission de la couronne telles qu'elles ont été définies par le traité de 1832 et l'article additionnel de 1833.
Cependant, l'article 39 complète ces dispositions en conférant au dernier héritier légitime de la couronne la capacité de nommer directement son successeur avec l'accord des deux-tiers des députés et des sénateurs grecs convoqués en séance exceptionnelle. L'article 45 indique quant à lui qu'en cas de vacance du trône, une assemblée composée des députés, des sénateurs et d'un nombre égal de représentants élus spécialement par les citoyens devrait élire directement le nouveau souverain du pays.
Surtout, l'article 40 dispose que les successeurs d'Othon Ier doivent professer la religion orthodoxe pour pouvoir monter sur le trône,. Il s'agit là d'une disposition très importante puisque les Wittelsbach sont catholiques et ne semblent pas du tout prêts à envisager une conversion.
Finalement, l'article 42 de la loi fondamentale fixe la majorité de l'héritier du trône à ses dix-huit ans. Il impose, en outre, aux nouveaux souverains de prêter serment, en présence du gouvernement, du Saint-Synode, des sénateurs, des députés et des hauts-fonctionnaires, « de protéger la religion dominante des Grecs, de soutenir l'inviolabilité de la constitution et des lois de la nation grecque, de défendre l'indépendance nationale, et de conserver l'intégrité du territoire hellénique ».

#### Le traité de Londres de 1852 confirme la nécessaire orthodoxie de l'héritier du trône
L'article premier du traité de Londres du 20 novembre 1852 confirme l'article 40 de la constitution de 1844 et oblige les héritiers d'Othon Ier à embrasser la foi orthodoxe pour pouvoir monter sur le trône hellénique,.
L'article 2 du traité confirme, quant à lui, une loi votée par l'Assemblée hellénique conférant à la reine Amélie d'Oldenbourg le titre de régente du royaume de Grèce en cas de vacance de la couronne ou de minorité du successeur d'Othon,.

### L'exclusion des Wittelsbach et la période de transition

#### Les Wittelsbach tergiversent sur la question religieuse

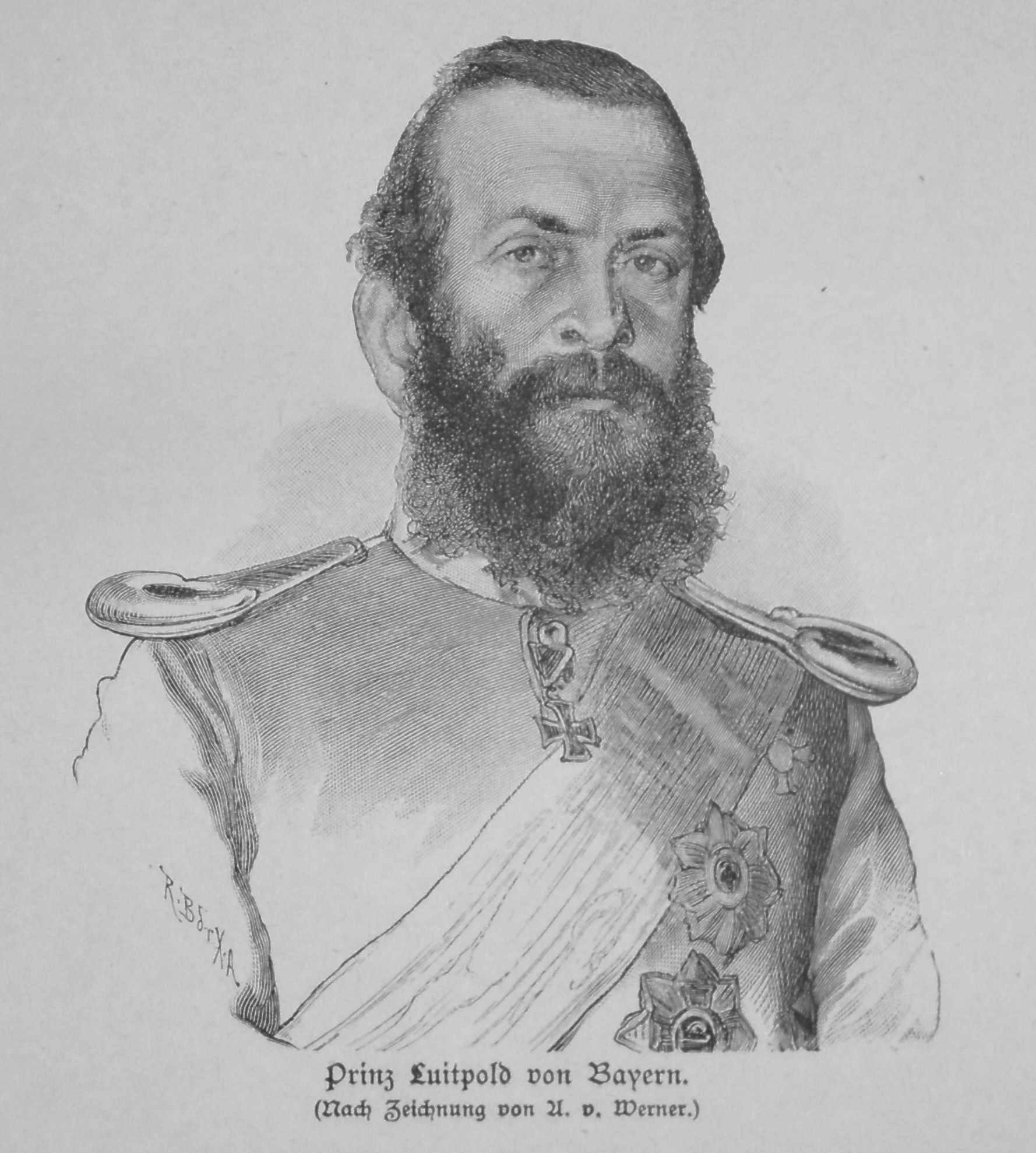
Le prince Luitpold, frère et héritier d'Othon Ier (vers 1895).

La constitution de 1844 et le traité de 1852 placent la maison de Wittelsbach dans une situation très inconfortable. Les frères et les belles-sœurs d’Othon Ier se montrent en effet très attachés à la foi catholique et ils refusent de se convertir ou d’élever leurs enfants dans la religion orthodoxe. Pendant plusieurs années, la succession grecque est donc victime des tergiversations des princes bavarois, qui refusent de renoncer à leurs droits dynastiques, mais ne font que peu d'effort pour affermir leur position d'héritiers du trône de Grèce.
À partir de 1861 toutefois, les choses semblent évoluer à l'intérieur de la famille royale. Le prince Louis de Bavière, fils aîné de Luitpold, approche de ses seize ans et il se montre très intéressé par le trône hellène. Malgré leurs réticences, ses parents acceptent qu’il se convertisse à l'orthodoxie à sa majorité (prévue le 5 janvier 1863) et envisagent de le fiancer à sa cousine, la princesse orthodoxe Eugénie de Leuchtenberg, petite-fille du tsar Nicolas Ier de Russie, afin de rassurer la population. Il est cependant déjà trop tard et les Grecs ne sont plus disposés à attendre.

#### La révolution d'octobre 1862 renverse Othon et Amélie
Le 16 octobre 1862, le roi Othon Ier et son épouse quittent Athènes pour réaliser un voyage en province mais, deux jours plus tard, une insurrection éclate à Vonitza avant de s'étendre à Patras et Missolonghi. Le 22 octobre, c'est au tour de la capitale d'être touchée : des manifestations s'y déroulent et l'armée, chargée de les réprimer, ne tarde pas à rejoindre la foule. Le soir-même, un gouvernement provisoire est nommé avec, à sa tête, Voúlgaris, Kanáris et Roúphos,.
Le 23 octobre, les nouvelles autorités proclament un décret par lequel : « La royauté d'Othon est abolie. La régence d'Amélie est abolie. Une Assemblée nationale est convoquée pour organiser le pays et élire un souverain ». Abandonné par les ambassadeurs des puissances protectrices, le couple royal doit embarquer sur un navire britannique, le Scylla, et quitter la Grèce,. Malgré tout, contrairement à ce que prévoyait la première version du décret grec, la maison de Wittelsbach n'est pas officiellement déchue de ses droits et un prince bavarois semble encore pouvoir succéder à Othon.

#### Le décret du 16 février 1863 exclut les Wittelsbach de la succession

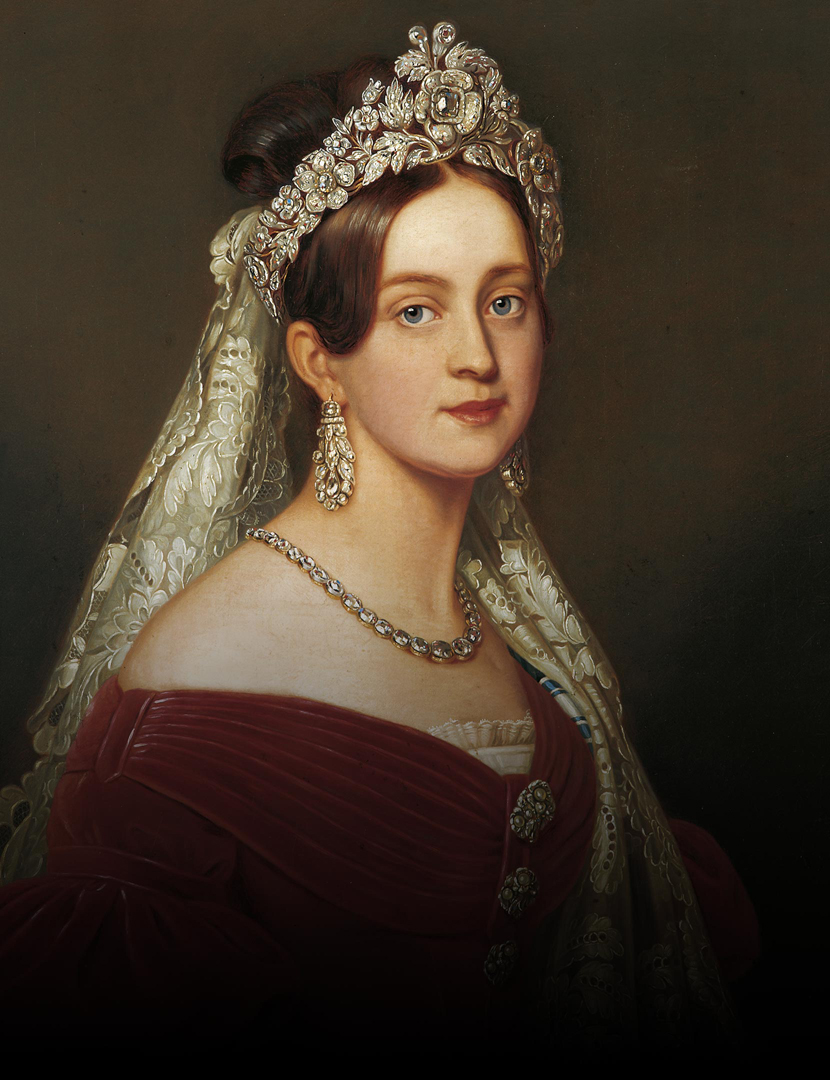
La reine Amélie d'Oldenbourg par Joseph Karl Stieler (v. 1837).

Alors que les grandes puissances échouent à trouver un nouveau souverain à la Grèce, des rumeurs circulent dans le pays selon lesquelles les ambassades d'Autriche et de Bavière complotent dans le but de restaurer les Wittelsbach. Des incidents se produisent et le gouvernement provisoire proteste officiellement, le 19 février, contre le comportement du vice-consul d'Autriche à Kalamata qui a fait débarquer des troupes d'un navire de guerre.
Face au risque d'une restauration bavaroise, les députés grecs, encouragés par le Royaume-Uni, signent à l'unisson le décret proclamant la déchéance d'Othon le 16 février. Peu de temps après, les 26 et 27 février, une émeute, survenue à Athènes, renverse le triumvirat Voúlgaris, Roúphos et Kanáris qui est remplacé par un nouveau gouvernement, présidé par Aristídis Moraïtínis. Les représentations diplomatiques grecques à l'étranger sont fermées par mesure d'économie tandis que l'ambassadeur de Bavière est arrêté et celui d'Autriche menacé d'expulsion.
Après ces événements, la probabilité d'une restauration des Wittelsbach devient presque nulle. Il faut cependant attendre décembre 1959 pour que les héritiers d'Othon Ier renoncent officiellement à leurs droits successoraux sur la couronne de Grèce. Le duc Albert de Bavière, aîné des descendants du prince Luitpold, envoie alors son fils Maximilien Emmanuel à Athènes pour y reconnaître officiellement les droits de la maison de Glücksbourg et remettre à Paul Ier les regalia emportés par Othon et Amélie en 1862.

### Les règles de succession sous la dynastie des Glücksbourg

#### Le traité de Londres de 1863 donne la couronne au prince Guillaume de Danemark

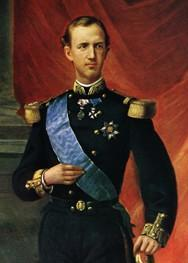
Le roi Georges Ier de Grèce (auparavant Guillaume de Danemark), en 1864.

Le traité de Londres du 13 juillet 1863 proclame l'élection du prince Guillaume de Danemark à la tête du royaume de Grèce (art. 1),,. Il lui confère le titre de « roi des Grecs » en même temps qu'il le rebaptise « Georges Ier » (art. 2),. Comme les textes de 1832, 1833 et 1844, ce traité interdit l'union de la couronne de Grèce avec une couronne étrangère, en l'occurrence celle du Danemark (art. 6),.
Le traité de 1863 réaffirme, par ailleurs, l'obligation des successeurs du nouveau monarque d'embrasser la foi orthodoxe (art. 7). Il ne contraint cependant pas le jeune roi à abjurer lui-même la religion luthérienne,.
Finalement, le texte précise que la majorité du souverain est fixée à ses dix-huit ans, mais que l'Assemblée hellénique a la faculté de l'anticiper, si elle le juge nécessaire (art. 8).

#### Les protocoles additionnels d'août et d'octobre 1863 précisent le titre du souverain
Les protocoles du 3 août et du 13 octobre 1863 modifient le titre de Georges Ier à la demande du jeune souverain. Il cesse alors d'être « roi des Grecs » pour devenir « roi des Hellènes »,,.

#### La constitution grecque de 1864 réaffirme les règles de succession

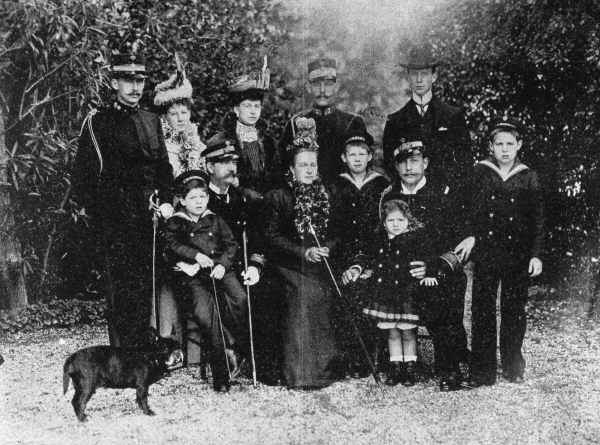
Le roi Georges Ier et la reine Olga entourés de leurs enfants et petits-enfants, tous de confession orthodoxe (1904).

À quelques détails près, la constitution de 1864 reprend les mêmes dispositions que celles établies par la loi fondamentale de 1844, en les appliquant à la nouvelle dynastie au pouvoir.
L'article 45 établit ainsi que « la Couronne Hellénique et les droits constitutionnels qui lui sont attachés sont héréditaires et se transmettent, par ordre de primogéniture, aux descendants directs et légitimes du roi Georges Ier, les héritiers mâles étant toujours préférés aux femmes ».
L'article 46 réaffirme le droit d'un souverain qui n'aurait pas d'héritier à en nommer un pour éviter la vacance du trône. La procédure de nomination est légèrement assouplie par rapport à ce que prévoyait la précédente constitution, puisque le monarque n'a plus besoin que de l'accord de deux tiers des députés de l'Assemblée pour faire reconnaître son choix. L'article 52 indique quant à lui qu'en cas de vacance du trône, une assemblée composée des députés du royaume et d'un nombre égal de représentants élus spécialement par les citoyens devrait choisir directement le nouveau souverain du pays.
L'article 47 rappelle que les successeurs de Georges Ier doivent professer la religion orthodoxe.
Finalement, l'article 49 de la loi fondamentale fixe la majorité de l'héritier du trône à dix-huit ans. Elle impose en outre aux nouveaux souverains de prêter serment, en présence du gouvernement, du Saint-Synode, des députés et des hauts-fonctionnaires, « de protéger la religion dominante des Hellènes, d'observer la constitution et les lois de la nation Hellénique, et de maintenir et défendre l'indépendance nationale et l'intégrité du territoire Hellénique ».

#### La constitution grecque de 1952 permet aux femmes de monter sur le trône

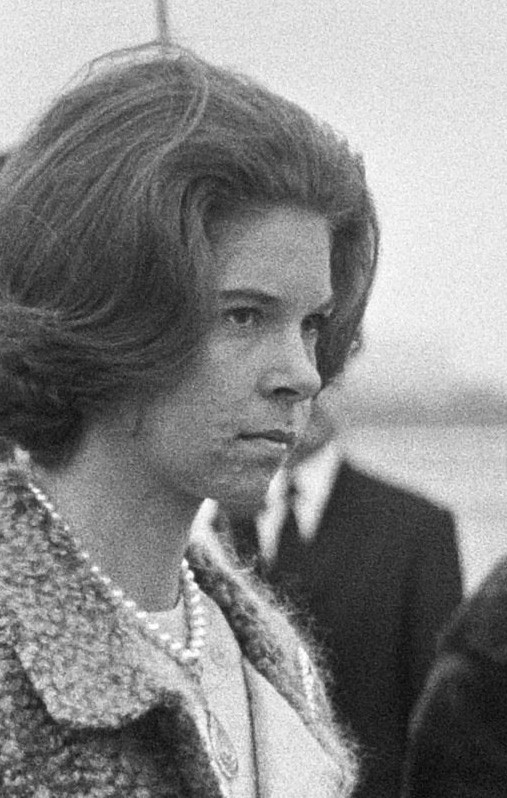
La princesse Irène, première femme à être proclamée héritière du trône de Grèce (1966).

La constitution de 1952 reprend l'ensemble des lois de succession présentes dans le texte de 1864 (avec la même numérotation des articles).
Elle introduit toutefois une innovation importante, en ajoutant une phrase interprétative à l'article 45. Dans le nouveau texte, « les héritiers mâles » restent « préférés aux femmes » au moment de mettre en place la succession. Il est cependant précisé que « le sens de cet article est que la couronne de Grèce échoit de préférence aux descendants de chacun des rois, selon leur ordre de naissance, la préférence étant donnée aux enfants de sexe masculin ». Autrement dit, grâce à ce texte, les filles du monarque ont désormais la préséance sur leurs cousins mâles dans l'ordre de succession à la couronne,.
Contraire aux précédents textes, cette réforme favorable aux femmes n'est pas du goût de tous, en Grèce. Au sein même de la famille royale, elle renforce des tensions déjà existantes et provoque, entre 1964 et 1967, un conflit ouvert entre le prince Pierre et le roi Constantin II lorsque ce dernier nomme, conformément à la nouvelle constitution, sa sœur Irène puis sa fille Alexia héritières du trône.

## Règles de dévolution de la Couronne de Grèce à la fin de l'époque monarchique

### Règles constitutionnelles

#### Orthodoxie

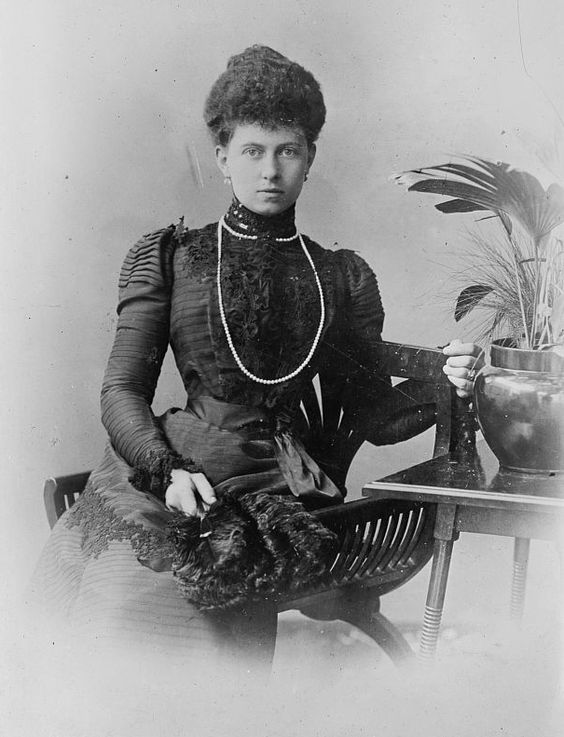
Comme les autres reines des Hellènes, Sophie de Prusse s'est convertie à l'orthodoxie.

Conformément aux différentes constitutions de l'époque monarchique (1832 ; article 40 de 1844 ; articles 47 de 1864, 1911 et 1952 et article 31 de 1968) ainsi qu'aux traités de Londres de 1852 (article 1er) et de 1863 (article 3), le souverain grec et ses héritiers doivent professer la religion orthodoxe et appartenir à l'Église nationale.
Cette obligation, dont ont été implicitement exemptés les deux premiers monarques (Othon Ier et Georges Ier) par les traités de Londres de 1832, de 1852 et de 1863, ne s'applique pas non plus aux consorts des membres de la famille royale. Dans ces conditions, nombreux ont été les princes de Grèce à épouser des protestantes ou des catholiques. Rares sont, cependant, les épouses princières à avoir refusé de se convertir. De fait, hormis Amélie d'Oldenbourg, seules Marie Bonaparte (épouse de Georges de Grèce) et Françoise d'Orléans (épouse de Christophe de Grèce) n'ont jamais adopté l'orthodoxie après leur mariage.
En revanche, plusieurs membres de la dynastie ont abandonné le christianisme oriental, s'excluant par là de tout droit à la Couronne. Parmi ceux-ci, on peut citer le prince Philippe, passé à l'anglicanisme après avoir renoncé à son appartenance à la famille royale de Grèce, en 1947,,.

#### Hérédité, primogéniture et masculinité relative
En accord avec les différentes constitutions mises en place sous le règne des Glücksbourg (articles 45 de 1864, 1911 et 1952 ; article 35 de 1968) ainsi qu'au traité de Londres de 1863 (préambule), la succession au trône hellène est héréditaire et se réalise par ordre de primogéniture dans la descendance de Georges Ier.
Alors que les conventions internationales et les constitutions grecques antérieures à 1952 imposaient une succession quasi salique, n'envisageant l'accession au trône d'une princesse qu'en cas d'extinction totale des membres mâles de la dynastie, la loi fondamentale de 1952 (en son article 45) transforme en profondeur l'ordre de succession à la Couronne. Après cette réforme, une primogéniture cognatique avec préférence masculine s'impose, donnant aux filles des souverains une préséance sur leurs oncles et cousins, mais pas sur leurs frères cadets.

#### Légitimité

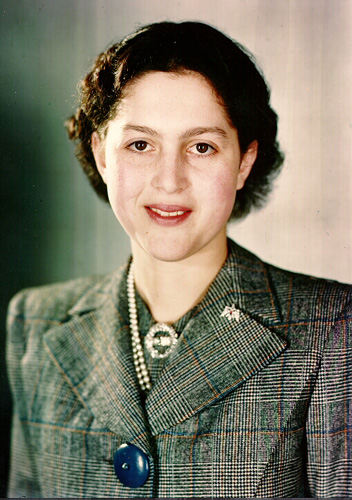
La princesse Alexandra, intégrée à la famille royale par un décret du Parlement en dépit de la non-conformité du mariage de ses parents.

Comme l'indiquent les constitutions de 1911, 1952 et 1968, la succession au trône de Grèce se réalise parmi les descendants directs et légitimes du roi Georges Ier.
Aucun enfant naturel n'a, de toute façon, jamais été reconnu par un membre de la famille royale et la question de l'accession au trône d'un « bâtard légitimé » ne s'est donc jamais posée. Malgré tout, la reconnaissance, par le parlement, de la princesse Alexandra de Grèce, née en 1921 d'un mariage non conforme aux coutumes de la dynastie, laisse penser qu'une telle éventualité n'était pas tout à fait inenvisageable.

#### Interdiction des unions dynastiques avec des couronnes étrangères
Les souverains grecs étant d'origine étrangère, traités internationaux (article 8 de 1832 et article 4 de 1863) et constitutions grecques (article 41 de 1844 ; articles 48 de 1864, 1911 et 1952 et article 32 de 1968) interdisent tous la réunion, sur une même tête, de la couronne hellène avec celle d'un autre État.
Dans ces conditions, les princes et les princesses grecques entrés dans des maisons étrangères renoncent systématiquement à leurs droits dynastiques juste avant leur mariage. C'est, par exemple, ce qu'a fait la princesse Sophie en épousant le futur Juan Carlos Ier en 1962.

### Autres coutumes liées à la succession

#### Un relatif refus des mariages inégaux
Aucun article constitutionnel ni aucun traité international liés aux lois de succession au trône de Grèce n'établissent de règle concernant le mariage des souverains et de leurs descendants. L'institution du mariage morganatique, d'origine allemande, n'existe pas officiellement dans le pays et aucune règle explicite n'oblige les membres de la famille royale à épouser des individus de rang similaire au leur, autrement dit des personnes issues de maisons souveraines.

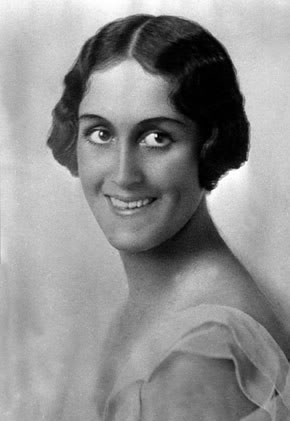
Aspasía Mános, princesse mais pas reine de Grèce.

Malgré tout, en Grèce comme dans les autres pays européens, les unions inégales ont longtemps été considérées comme des mésalliances et Alexandre Ier est le seul roi à avoir épousé une femme étrangère au monde des familles royales. Ayant échoué à obtenir l'autorisation de l'Église et du gouvernement, son union a néanmoins été jugée non conforme à la loi et son épouse Aspasía n'est jamais devenue reine des Hellènes. Par la suite, plusieurs membres de la famille royale ont été exclus de la succession (comme le prince Pierre) ou ont dû renoncer à leurs droits (comme le prince Michel) du fait de leur mariage avec des roturières.
Tous les membres de la famille royale ayant conclu des mariages inégaux n'ont cependant pas été exclus de la succession. Le prince Christophe, frère cadet de Constantin Ier, a ainsi eu plus de chance que son neveu Alexandre Ier ou son fils Michel. Malgré les réticences de son frère et de sa belle-sœur, il a en effet pu épouser une riche roturière américaine du nom de Nancy Stewart sans renoncer à ses droits dynastiques. Bien que déjà veuve et divorcée, la jeune femme est ainsi entrée dans la famille royale et a pris le nom de princesse Anastasia de Grèce grâce à l'autorisation d'Alexandre Ier.
La jeune génération des princes de Grèce n'a pas non plus eu à renoncer à ses droits successoraux pour des questions matrimoniales : les enfants du roi Constantin II ont tous épousé des roturiers sans courir le risque d'être exclus de l'ordre de succession à la couronne.

#### Des mariages princiers soumis à l'autorisation du souverain et de l'archevêque-primat
Bien qu'elle n'apparaisse pas explicitement dans les textes officiels, la seule réelle obligation imposée aux princes de Grèce avant de se marier consiste à obtenir l'autorisation du roi des Hellènes et du primat de l'Église grecque. Ainsi, d'un point de vue légal, le reproche principal adressé au prince Pierre de Grèce, exclu de la succession après son mariage avec Irène Ovtchinnikova, est moins d'avoir épousé une roturière divorcée que de s'être marié sans en demander la permission à son cousin, le roi Georges II. De la même façon, la légalité du mariage d'Alexandre Ier avec Aspasía Mános a largement été questionnée à cause de la non-consultation de l'archevêque Mélèce III d'Athènes .

## L'ordre de succession théorique

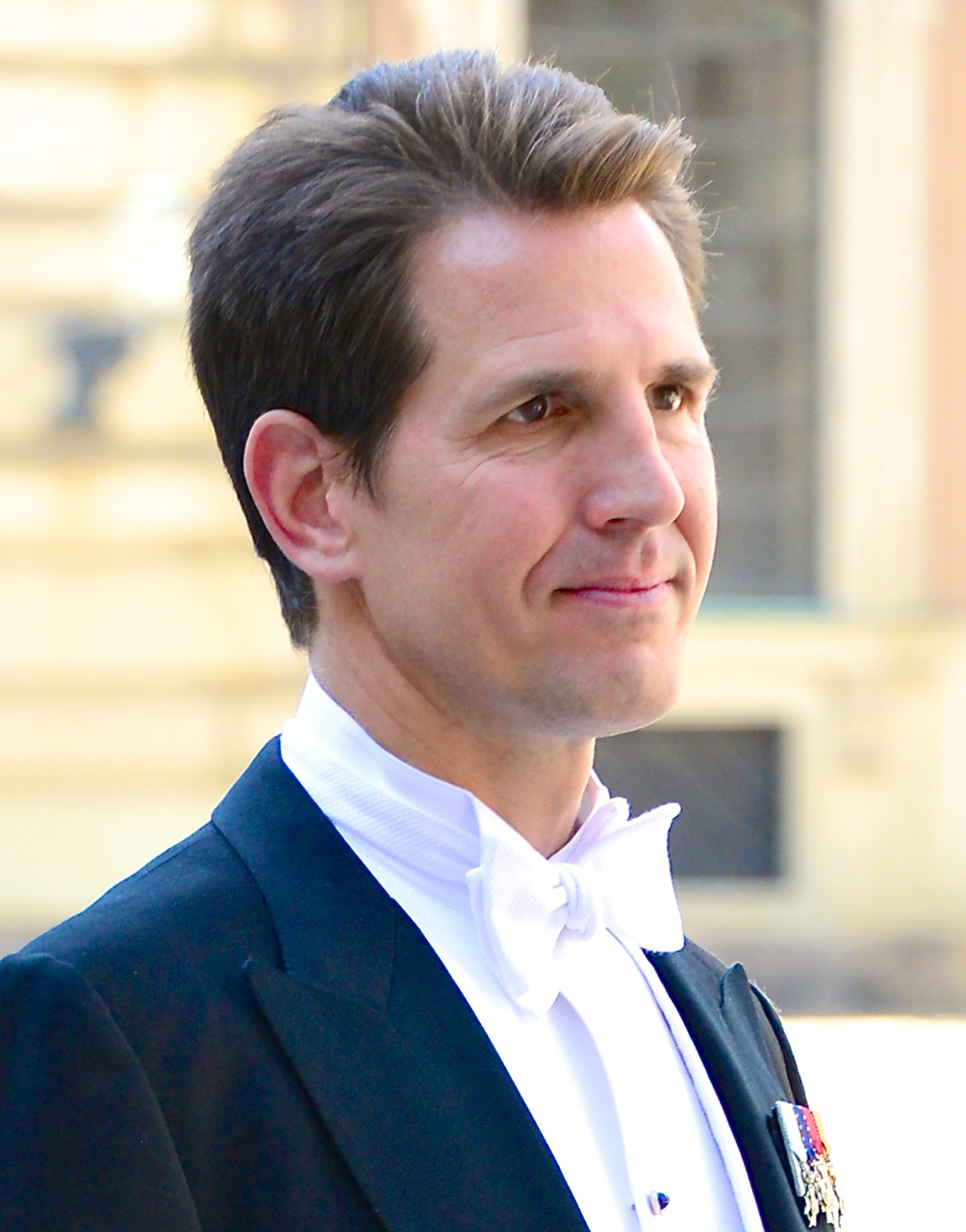
Paul de Grèce en 2013.

L’actuel prétendant (« no 0 » dans l'ordre de succession) au trône de Grèce est le prince Paul de Grèce (né le 20 mai 1967 à Tatoï). Il est prétendant depuis la mort de son père, l'ex-roi Constantin II, survenue le 10 janvier 2023. 
Les autres personnalités présentes dans l'ordre de succession sont, au 20 juin 2025 : 
1. Constantin Alexios de Grèce (né le 29 octobre 1998 à New York), diadoque de Grèce et prince de Danemark (fils du précédent)[56] ;
2. Achíleas-Andréas de Grèce (né le 12 août 2000 à New York), prince de Grèce et de Danemark (frère du précédent) ;
3. Odysséas Kímon de Grèce (né le 17 septembre 2004 à Londres), prince de Grèce et de Danemark (frère du précédent) ;
4. Aristídis Stávros de Grèce (né le 29 juin 2008 à Los Angeles), prince de Grèce et de Danemark (frère du précédent) ;
5. María Olympía de Grèce (née le 26 juillet 1996 à New York), princesse de Grèce et de Danemark (sœur du précédent) ;
6. Nikólaos de Grèce (né le 1er octobre 1969 à Rome), prince de Grèce et de Danemark (oncle de la précédente) ;
7. Phílippos de Grèce (né le 26 avril 1986 à Londres), prince de Grèce et de Danemark (frère du précédent) ;
8. Alexia de Grèce[N 2] (née le 10 juillet 1965 à Mon Repos), princesse de Grèce et de Danemark (sœur du précédent) ;
9. Carlos Morales (né le 31 juillet 2005 à Barcelone) (fils de la précédente) ;
10. Arrieta Morales (née le 24 février 2002 à Barcelone) (sœur du précédent) ;
11. Ana María Morales (née le 15 mai 2003 à Barcelone) (sœur de la précédente) ;
12. Amelia Morales (née le 26 octobre 2007 à Barcelone) (sœur de la précédente) ;
13. Théodora de Grèce (née le 9 juin 1983 à Londres), princesse de Grèce et de Danemark (tante de la précédente) ;
14. Irène de Grèce (née le 11 mai 1942 au Cap), princesse de Grèce et de Danemark (tante de la précédente).

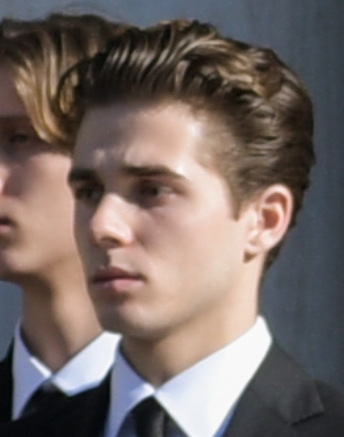
Achíleas-Andréas de Grèce
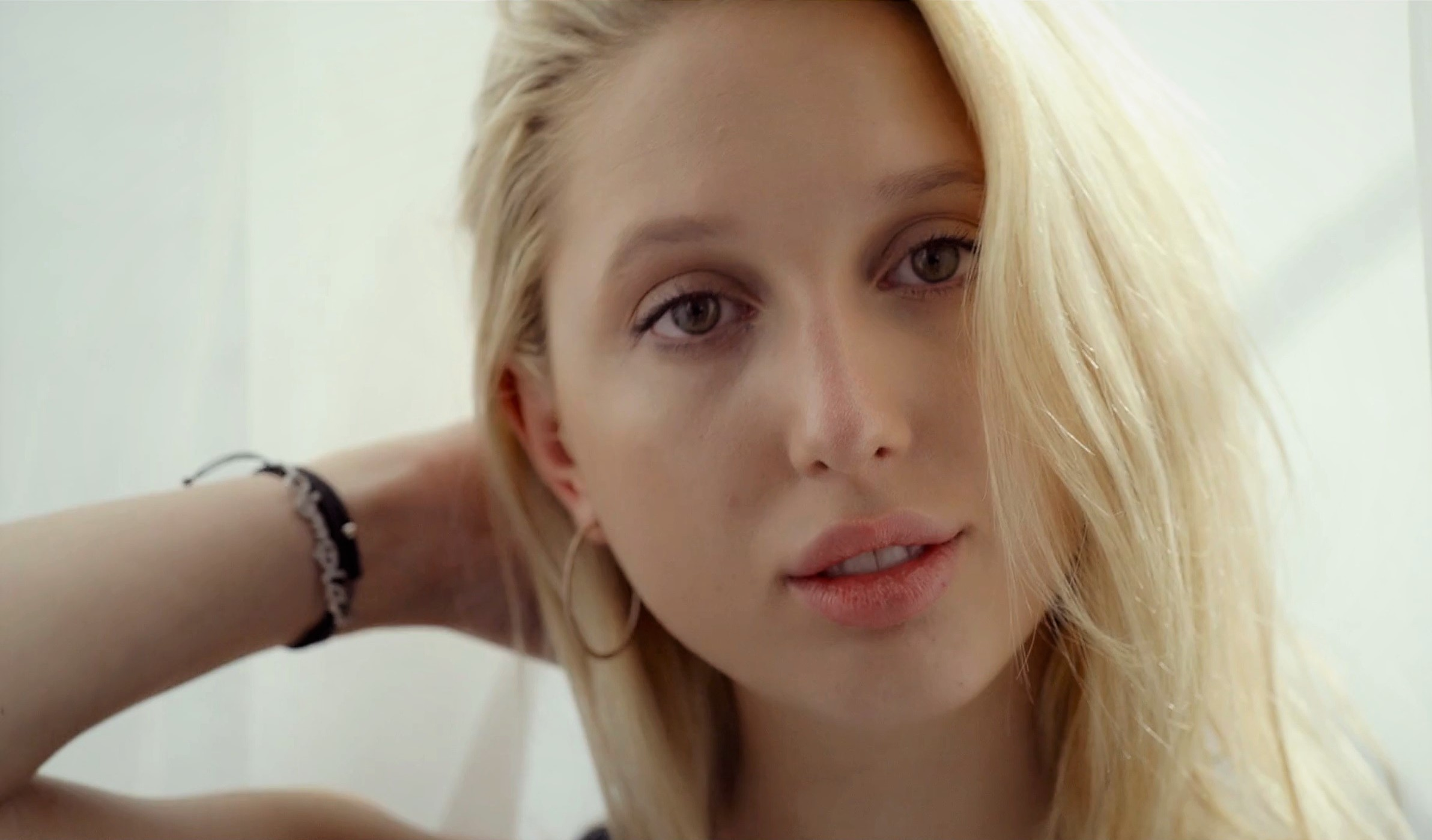
María Olympía de Grèce
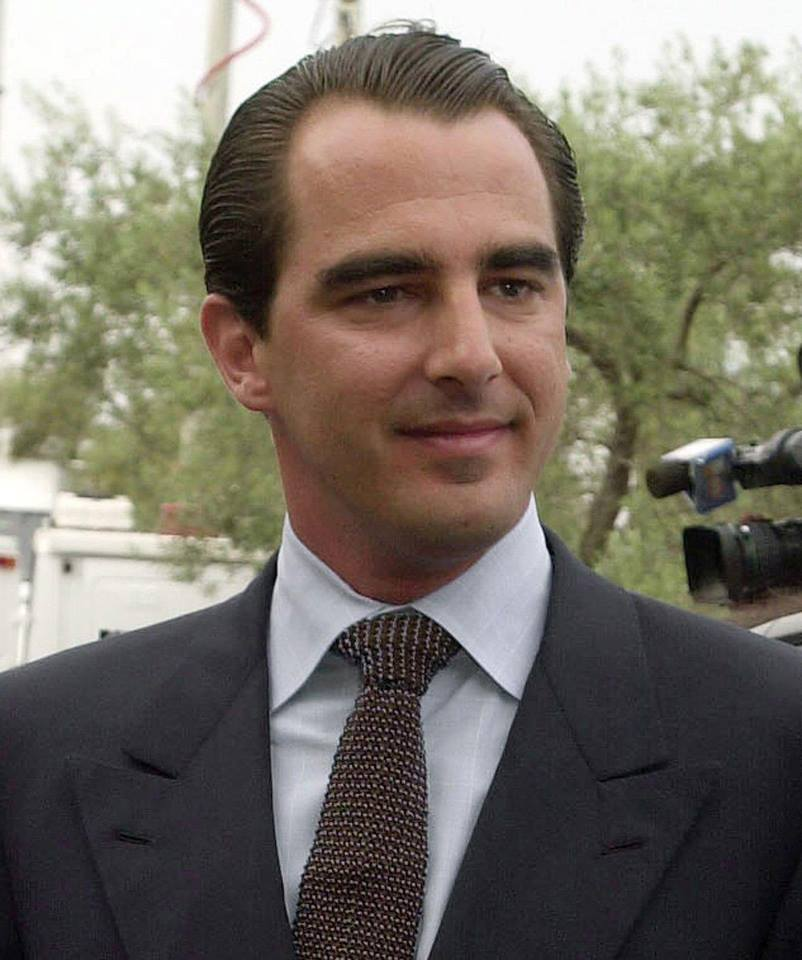
Nikólaos de Grèce
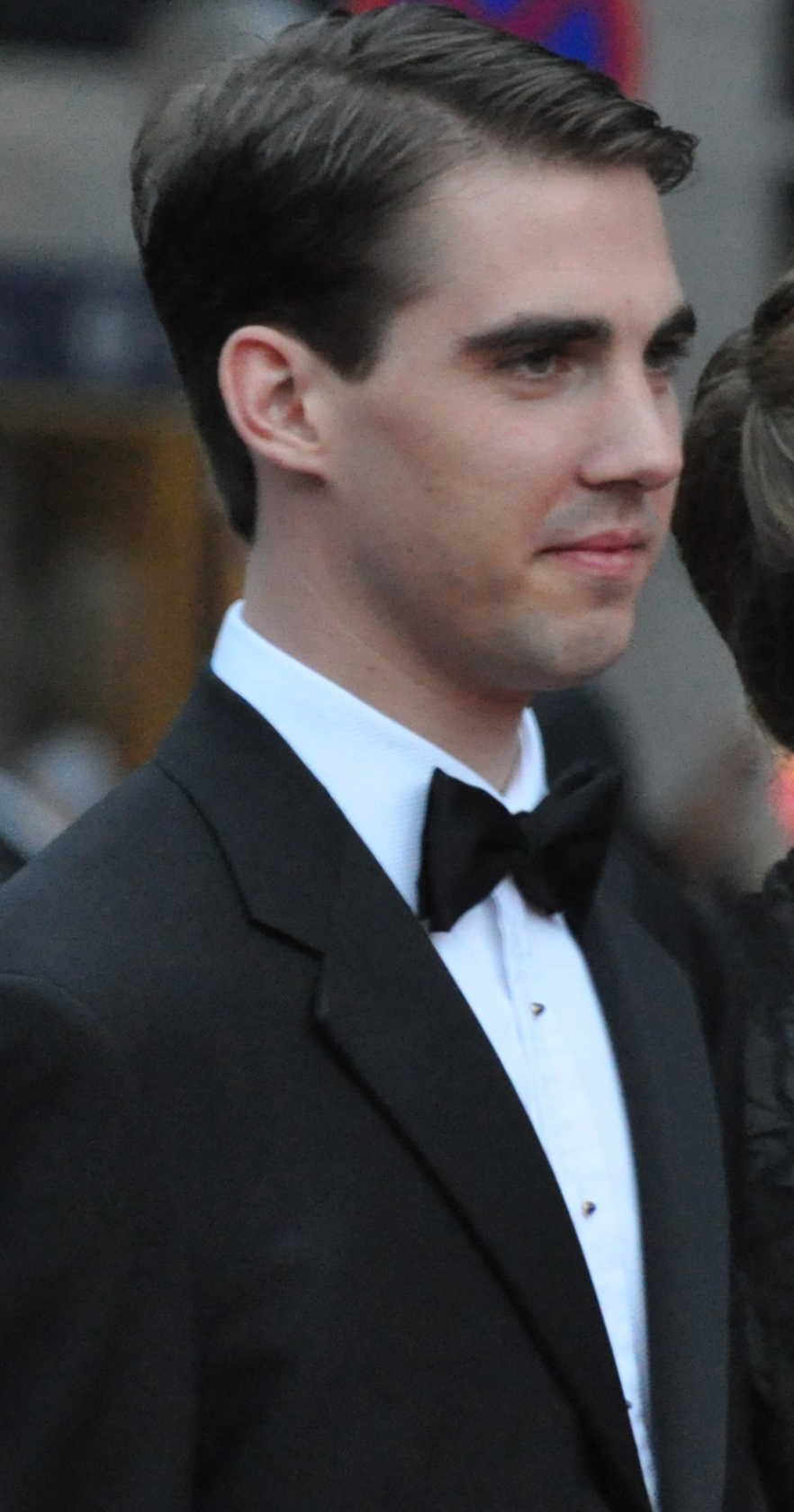
Phílippos de Grèce
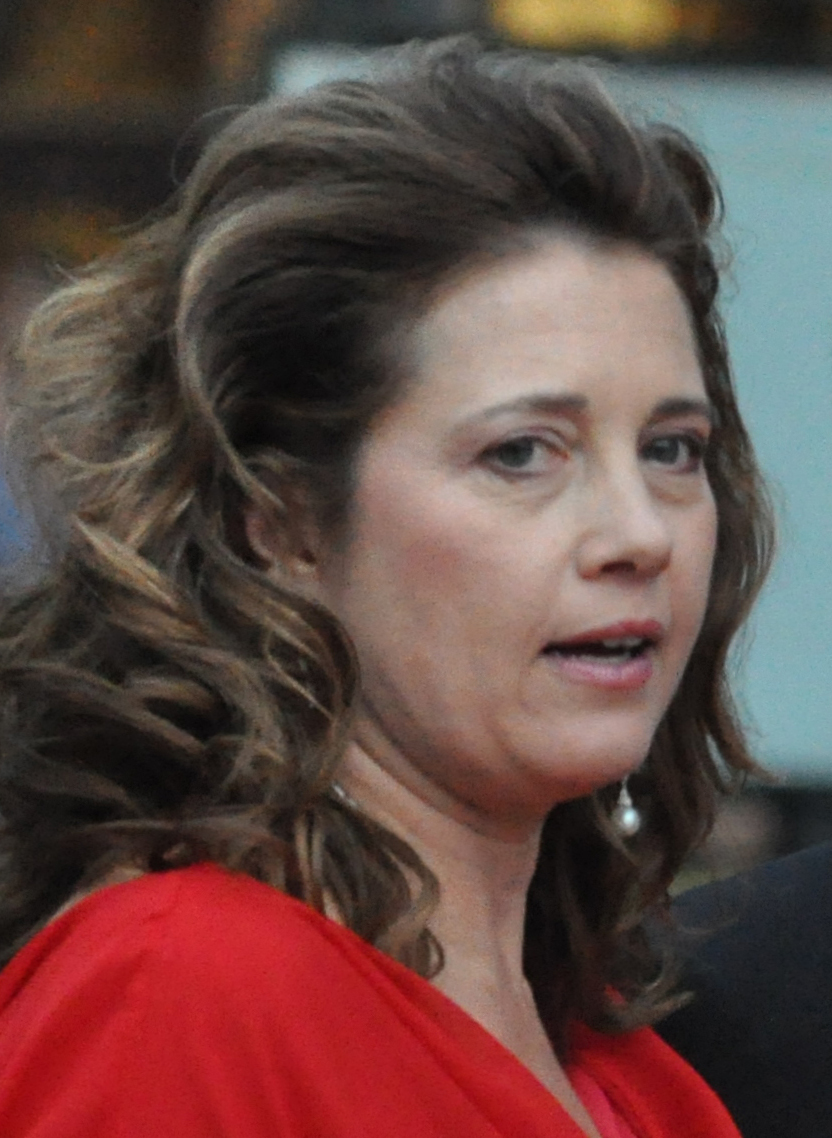
Alexia de Grèce
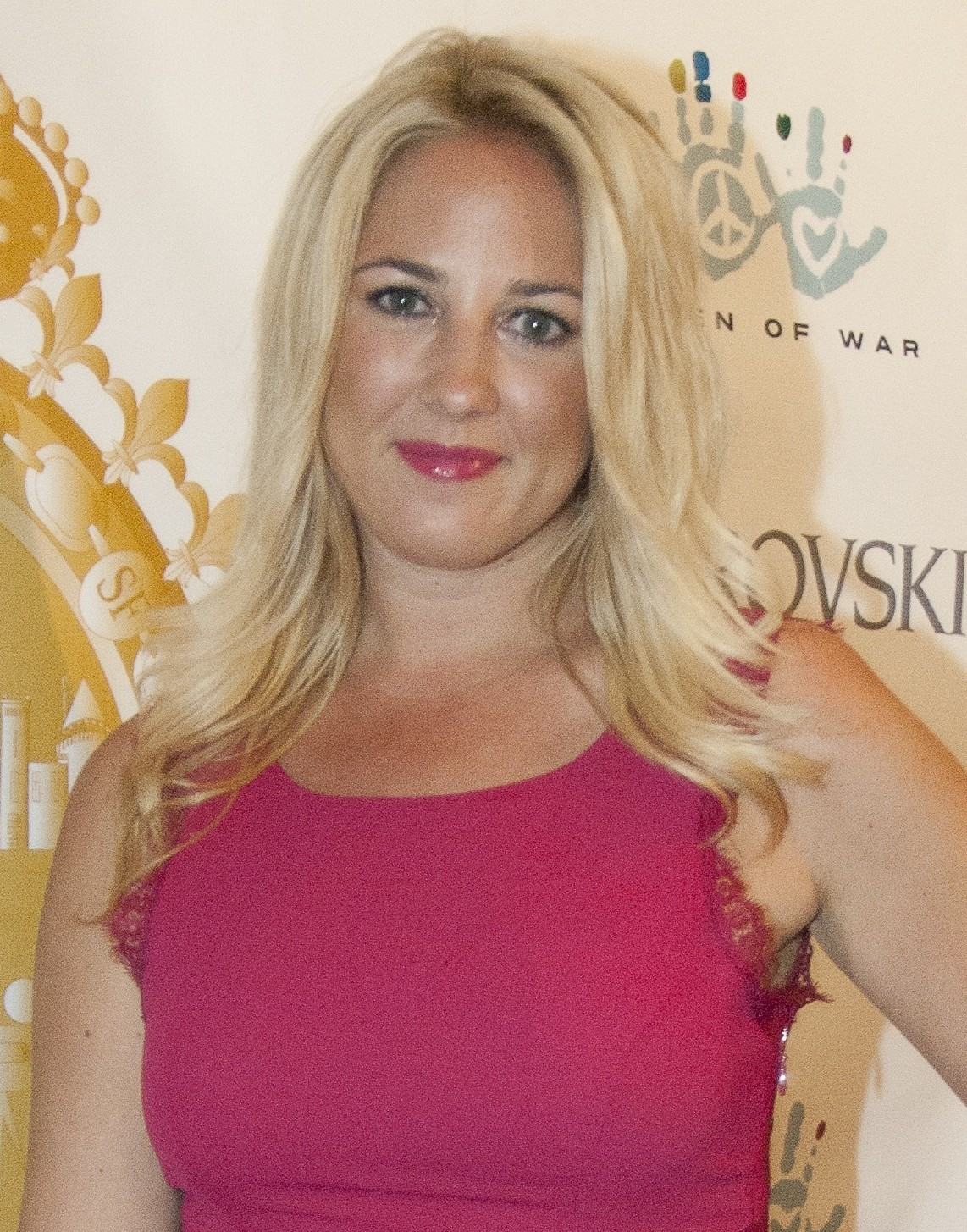
Théodora de Grèce
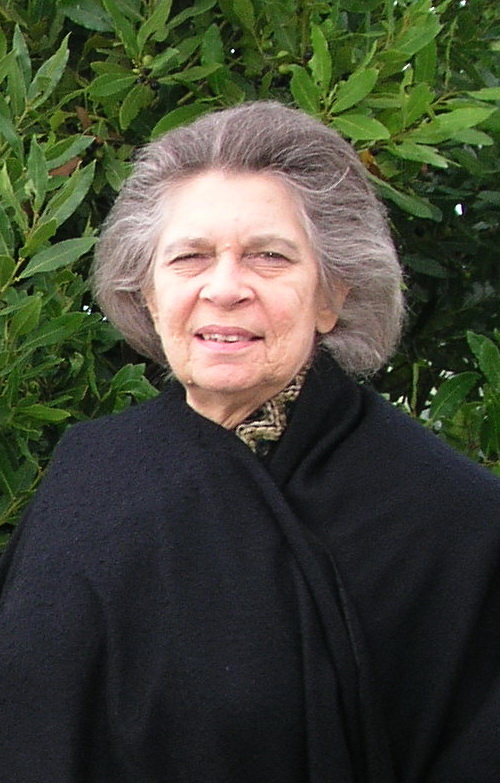
Irène de Grèce

### Conventions internationales relatives à la succession et aux titres royaux
- (fr) « Convention signée à Londres le 7 mai 1832, entre la France, la Grande-Bretagne et la Russie, d'une part, et la Bavière, de l'autre, pour organiser d'une manière définitive l'état politique de la Grèce, après la nomination du Prince Othon de Bavière au trône de ce nouveau royaume », dans Jules de Clercq, Recueil des traités de la France, vol. 4, A. Durand et Pedone-Lauriel, 1880 (lire en ligne), p. 176-180.
- (fr) « Article explicatif et complémentaire de la Convention du 7 mai 1832, signé à Londres le 30 avril 1833, entre la France, la Bavière, la Grande-Bretagne et la Russie sur les droits de succession à la Couronne de Grèce », dans Jules de Clercq, Recueil des traités de la France, vol. 4, A. Durand et Pedone-Lauriel, 1880 (lire en ligne), p. 240-241.
- (fr) « Traité conclu à Londres, le 20 Novembre 1852, au sujet de la succession à la couronne de Grèce et à la régence de la Reine Marie-Amélie », dans Jules de Clercq, Recueil des traités de la France, vol. 6, A. Durand et Pedone-Lauriel, 1880 (lire en ligne), p. 235-237.
- (fr) « Protocole de la Conférence tenue à Londres, le 5 juin 1863,sur les Affaires de Grèce [avec leurs annexes] », dans Jules de Clercq, Recueil des traités de la France, vol. 8, A. Durand et Pedone-Lauriel, 1880 (lire en ligne), p. 587-588.
- (fr) « Traité relatif à la Couronne de Grèce, signé à Londres, le 13 juillet 1863, entre la France, le Danemark, la Grande-Bretagne et la Russie », dans Jules de Clercq, Recueil des traités de la France, vol. 8, A. Durand et Pedone-Lauriel, 1880 (lire en ligne), p. 592-594.
- (fr) « Protocole de la Conférence tenue à Londres, le 3 août 1863, sur les Affaires de la Grèce (Titre de roi des Hellènes) », dans Jules de Clercq, Recueil des traités de la France, vol. 8, A. Durand et Pedone-Lauriel, 1880 (lire en ligne), p. 608.
- (fr) « Protocole de la Conférence tenue à Londres, le 18 octobre 1863, sur les Affaires de Grèce (Titre de Roi des Hellènes) », dans Jules de Clercq, Recueil des traités de la France, vol. 8, A. Durand et Pedone-Lauriel, 1880 (lire en ligne), p. 614.

### Constitutions grecques
- (el) « Νομική Διάταξις της Ανατολικής Χέρσου Ελλάδος (1821) », sur Parlement grec (consulté le 9 mars 2022).
- (el) « Πολιτικόν Σύνταγμα της Ελλάδος (1832) », sur Parlement grec (consulté le 9 mars 2022).
- (en + fr) « Greek Constitution as voted by the National Assembly and accepted by King Otho - March 4/16 1844 », dans Great Britain - Foreign and Commonwealth Office, British and Foreign State Papers - 1843-1844, vol. 32, H.M. Stationery Office, 1859 (lire en ligne), p. 989-1000.
- (en + fr) « Constitution de la Grèce. Signée par le Roi à Athènes le 16/28 novembre, 1864 », dans Great Britain - Foreign and Commonwealth Office, British and Foreign State Papers - 1865-1866, vol. 56, H.M. Stationery Office, 1870 (lire en ligne), p. 572-584.
- (fr) « Grèce - Constitution du 16/28 novembre 1864 (version de 1911) », sur Digithèque de matériaux juridiques et politiques, Université de Perpignan, 2011 (consulté le 9 mars 2022).
- (el) « Ψήφισμα περί ψηφίσεως του υπό της Επιτροπής του ΞΗ΄ Ψηφίσματος της Δ΄ Αναθεωρητικής Βουλής συνταχθέντος νέου Συντάγματος » [« Résolution sur le vote de la nouvelle Constitution rédigée par le Comité XDC du Parlement de la quatrième révision »], Ἐφημερίς τῆς Κυβερνήσεως (Gazette du Gouvernement grec), vol. A, no 1,‎ 1er janvier 1952, p. 8 (lire en ligne), contenant le texte de la Constitution de la Grèce de 1952.
- (fr) « Grèce - Constitution du 29 septembre 1968 », sur Digithèque de matériaux juridiques et politiques, Université de Perpignan, 2011 (consulté le 9 mars 2022).

### Histoire diplomatique de la Grèce
- (fr) Édouard Driault et Michel Lhéritier, Histoire diplomatique de la Grèce de 1821 à nos jours : Le Règne d'Othon - La Grande Idée (1830-1862), t. II, PUF, 1926 (lire en ligne)
- (fr) Édouard Driault et Michel Lhéritier, Histoire diplomatique de la Grèce de 1821 à nos jours : Le Règne de Georges Ier avant le traité de Berlin (1862-1878) - Hellénisme et slavisme, t. III, PUF, 1926 (lire en ligne)
- (fr) Édouard Driault et Michel Lhéritier, Histoire diplomatique de la Grèce de 1821 à nos jours : Suite du règne de Georges Ier jusqu'à la Révolution turque (1878-1908) - Hellénisme et Germanisme, t. IV, PUF, 1926 (lire en ligne).
- (fr) Édouard Driault et Michel Lhéritier, Histoire diplomatique de la Grèce de 1821 à nos jours : La Grèce et la Grande Guerre - De la Révolution turque au traité de Lausanne (1908-1923), t. V, PUF, 1926 (lire en ligne).

### Sur la monarchie grecque
- (fr) Costas M. Stamatopoulos, « La Dimension constitutionnelle », dans De La Royauté Hellénique, Kapon Editions, 2016 (ISBN 978-618-5209-03-2 et 618-5209-03-9), p. 101-121.

### Sur la famille royale de Grèce
- (es) Ricardo Mateos Sáinz de Medrano, La Familia de la Reina Sofía, La Dinastía griega, la Casa de Hannover y los reales primos de Europa, Madrid, La Esfera de los Libros, 2004 (ISBN 84-9734-195-3).
- (en) John Van der Kiste, Kings of the Hellenes : The Greek Kings, 1863-1974, Sutton Publishing, 1994 (ISBN 0750921471).

### Sur les souverains
- (en) Leonard Bower, Otho I : King of Greece, A Biography, Royalty Digest, 2001 (1re éd. 1939) (ISBN 1905159129).
- (en) Captain Walter Christmas, King George of Greece, New York, MacBride, Naste & Company, 1914 (ISBN 1402175272, lire en ligne). .
- (en) Stelio Hourmouzios, No Ordinary Crown : A Biography of King Paul of the Hellenes, Weidenfeld & N, 1972 (ISBN 0-297-99408-5).
- (en) Nicholas Tantzos, H.M. Konstantine XIII : King of the Hellenes, Atlantic International Publications, 1990, 264 p. (ISBN 0-938311-12-3).